# 석 (성씨)
석(石, 昔)씨는 중국과 한국의 성씨이다.

## 돌 석 石
석(石)씨는 중국(中國) 무위(武威 : 감숙성 감량도)에서 계출(系出)된 성씨(姓氏)이다.
석(石)씨는 주나라의 제후국 위나라, 정나라에서 계출된 희성과 흉노족 성씨가 있다. 전국시대 천문학자 석신(石申)이 있으며, 5호 16국 때 후조(後趙)을 세운 석륵은 흉노 갈족으로, 갈이 돌을 뜻하므로 석(石)씨가 되었다. 중국에는 석륵 계통의 석씨 성본들이 다수 존재한다. 석경당은 후진 (오대)의 건국자이다. 석고내(石土门)는 금사(진사)의 함보 기사에 여진 왕족으로 기록되어 있다. 금나라(진나라) 금 세종조 여진족 오림답부(烏林荅部)의 수장 석토흑(石土黒)은 금 세종의 장인이었다.
석(石)씨는 2015년 대한민국 통계청 인구조사에서 49,203명으로 조사되었다. 본관은 충주(忠州)·해주(海州)·광주(廣州)·홍주(洪州)·조주(潮州)·등 23본이 있다. 이중 충주 석씨가 다수를 차지한다.

### 충주 석씨 / 홍주 석씨
충주 석씨(忠州石氏)의 시조(始祖) 석린(石隣)은 1174년(고려 명종 4년) 두경승(杜景升)과 함께 조위총(趙位寵)의 반란을 평정(平定)하는 데 공(功)을 세워 상장군(上將軍)에 오르고 동서북면 병마사(東西北面兵馬使)가 되어 예성군(蘂城君)에 봉해졌다.
한편, 검교대장군(檢校大將軍) 석신(石信)의 아들 석수민(石受珉, 1077년 ∼ 1160년)은 1145년(인종 23) 예빈랑 응양군대장군(禮賓郞 鷹揚軍大將軍)에 올랐다.
석린의 6세손 석양선(石良善)은 부인 최씨(崔氏)가 태조(太祖) 이성계의 이모인 관계로 조선이 개국(開國)되자 홍양부원군(洪陽府院君)에 추봉되다. 석양선의 손자 석수명(石壽明)은 한성판윤(漢城判尹)을 지내고 홍주(洪州)로 분관(分貫)했다.
석수명의 동생 석여명(石汝明)은 1374년(고려 공민왕 23) 성균관 생원에 을과로 급제하여 주서(注書)를 지냈으나 고려의 멸망과 함께 두문불출하였다. 조선이 개국된 후 태종(太宗)이 집현전제학을 내려 주었음에도 응하지 않았으며, 사후 좌찬성(左贊成)에 추증되었다.
석여명(汝明)의 아들 석문성(石文成, ？ ∼ 1380년)은 1364년(공민왕 13) 판개성부사(判開城府使)로 있을 때, 왜구가 착량(窄梁)에 침입하자 밀직부사(密直副使) 변안렬(邊安烈)과 함께 이를 물리쳐 예성군(芮城君)에 봉해졌다. 그러나 이듬해 신돈(辛旽)의 무고(誣告)로 장암(長巖)에 유배되고 가산(家産)은 몰수되었다가 뒤에 풀려나 삼사우사(三司右使)에 올랐다. 1377년(우왕 3) 왜구가 수안(守安)·통진(通津)·동성(童城) 등지에 침입하였을 때 최영(崔瑩) 등과 함께 원수(元帥)로 출전하여 이를 방어하였다.
2015년 인구는 충주 석씨 41,802명, 홍주 석씨 1,009명이다.

### 광주 석씨
광주 석씨(廣州 石氏)의 시조 석함(石涵, 1538년 ~ ?)은 1568년(조선 선조(宣祖) 1년) 생원이 되고, 1579년(선조 12년) 문과에 급제하여 현감(縣監)을 역임했다. 자는 양초(養初). 석함(石涵)의 아버지는 통훈대부(通訓大夫) 행전의감첨정(行典醫監僉正) 석수도(石守道)이다. 광주 석씨 인물로는 생물학자 석주명(石宙明), 민속학자 석주선(石宙善) 남매가 있다. 2015년 인구는 148명이다.

### 조주 석씨 / 해주 석씨 / 성주 석씨
해주 석씨(海州石氏)의 시조(始祖) 석성(石星)은 중국(中國) 명나라 위군(魏郡) 동명(東明) 사람으로 1559년(가정(嘉靖) 38년) 진사(進士)가 되고, 이과급사중(吏科給事中)에 발탁되었으며, 신종(神宗) 때 호부(戶部)와 공부(工部)의 상서(尙書)를 지내고 병부 상서(兵部尙書)에 이르렀다. 1584년(명나라 신종 12년) 종계변무(宗系辨誣)에 힘써 성공시켰으며, 임진왜란 때 조정의 반대를 무릅쓰고 조선에 원병(援兵)을 파견하는 데 결정적인 역할을 하였다.
해주석씨족보(海州石氏族譜)에 의하면 석성의 계부인(繼夫人) 류씨(柳氏)는 남경(南京) 호부 시랑(戶部侍郞)의 딸로서 일찍이 부모를 여의고 곤란을 당하던 중 조선의 역관(譯官) 홍순언(洪純彦)의 구호를 받은 바 있어 그 보은의 뜻으로 조선의 종계변무와 임진왜란 때의 원병을 지원하게 하는데 숨은 공적이 컸다고 한다.
그 후 명(明)나라 신종(神宗)은 사신(使臣) 심유경(沈惟敬)을 조선에 보내 왜군과의 화의(和議)를 추진했으나 실패하자 막대한 군비 조달로 국운이 쇠하여진 책임을 석성(石星)에게 물어 투옥(投獄)시켰다.
석성의 옥중(獄中) 유언에 따라 그의 아들 중 차남 석천(石洊)은 1597년(만력 25, 조선 선조 30) 배를 타고 요동과 호남을 거쳐 동래하여 가야산(伽倻山) 남쪽 군성산(君聖山) 아래 성주 대명동(星州大明洞)에 정착하면서 성주 석씨(星州石氏)가 되었고, 장남 석담(石潭)은 유배지에서 풀려나와 어머니 류씨(柳氏)를 모시고 해주(海州)에 이르자 왕(王)이 수양군(首陽君)에 봉하고 수양산 아래의 땅을 식읍(食邑)으로 하사(下賜)하여 해주(海州)로 사적(賜籍)하였다. 그 후 석담(石潭)의 작은 아들 석귀당(石貴棠)과 손자 석난(石亂 : 귀실의 아들)이 청인(淸人)을 피하여 산음현(山陰縣) 모호리(毛好里 : 지금의 경남 산청군 생초면 평촌리 추내동)에 이거(移居)하여 세계(世系)를 이어왔다.
조주 석씨(潮州石氏)는 명나라가 망하고 난 후 석성(石星)의 아들 석재금(石在錦)이 숙부(叔父) 석규(石奎), 손자(孫子) 석계조(石繼祖)를 데리고 조선(朝鮮)에 동래(東來)하여 세계(世系)를 이었다고 전해진다. 조주(潮州)는 중국의 지명이다.
2015년 인구는 해주 석씨 941명, 조주 석씨 538명, 성주 석씨 255명이다.

## 옛 석 昔
석(昔)씨는 2015년 대한민국 통계청 인구조사에서 11,355명으로 조사되었다. 본관은 월성(月城 : 경주) 단본이다.
월성 석씨(月城昔氏) 시조는 신라 제4대 왕인 석탈해(昔脫解)이다. 석탈해는 신라 제2대 남해왕(南解王) 5년에 남해왕의 사위가 되고 유리왕(儒理王)의 뒤를 이어 제4대 왕으로 24년간 재위하였다. 석(昔)씨는 탈해 이사금을 비롯하여 제9대 벌휴 이사금, 제10대 내해 이사금, 제11대 조분 이사금, 제12대 첨해 이사금, 제14대 유례 이사금, 제15대 기림 이사금, 제16대 흘해 이사금 등 8왕이 도합 171년간을 재위하였다.
삼국사기에는 탈해 이사금이 해양 세력으로 바다를 건너 왔는데, 용성국에서 왔다고 되어 있다. 석탈해는 대마도, 거제도를 항해하다가 처음 정착한 곳은 김해 지역이었고, 가야 김씨와 다투다가 신라로 이거하였다고 한다. 가야 신화에는 석탈해와의 갈등 관계가 묘사되어 있고, 신라에 김씨들이 집권하면서 내물왕에게 숙청되었다는 설이 있다. 삼국사기에는 문무왕의 꿈에 석탈해가 나타나 무덤을 이장하라고 하여 석탈해의 무덤을 파서 이장시켰다는 내용이 있는데, 학계에서는 문무왕이 석씨 세력을 숙청했다고 해석한다. 석씨는 신라 왕실의 후예지만 박씨나 김씨처럼 후손이 번창하지 못했고, 유명인도 거의 볼 수 없다.
중시조(1세조) 석재흥(昔載興)은 석탈해(昔脫解)의 23대손이며, 고려시대 교서랑(校書郞)을 지냈다.

## 같이 보기
- 石姓